# أوبين (صلنفة)
أوبين قرية في ناحية صلنفة التابعة لمنطقة الحفة في محافظة اللاذقية. بلغ عدد سكانها 737 نسمة حسب تعداد عام 2004.